# Вітроґощ-Кольонія
Вітроґощ-Кольонія (пол. Witrogoszcz-Kolonia, нім. Kolonie Güntergost) — село в Польщі, у гміні Лобжениця Пільського повіту Великопольського воєводства.
Населення — 137 осіб (2011).
У 1975-1998 роках село належало до Пільського воєводства.

## Демографія
Демографічна структура станом на 31 березня 2011 року:
|          | Загалом | Допрацездатний вік | Працездатний вік | Постпрацездатний вік |
| -------- | ------- | ------------------ | ---------------- | -------------------- |
| Чоловіки | 63      | 11                 | 49               | 3                    |
| Жінки    | 74      | 25                 | 35               | 14                   |
| Разом    | 137     | 36                 | 84               | 17                   |